# Conte du prince maudit
Le Conte du prince maudit est une ancienne histoire égyptienne, datant de la XVIIIe dynastie, écrite en hiératique, qui a survécu partiellement sur le verso du papyrus Harris 500 actuellement conservé au British Museum. Le papyrus a été brûlé lors d'une explosion ; en raison de ce dommage, la conclusion de l'histoire est manquante. Certains spécialistes estiment que la fin manquante était probablement une fin heureuse et que le conte pourrait être plus justement intitulé Le prince menacé par trois destins.
Il existe des dizaines de traductions de cette histoire, réalisées par une grande variété de spécialistes. Les traductions de Miriam Lichtheim et William Kelly Simpson des années 1970 sont toutes deux des versions largement acceptées.

## Synopsis
L'histoire est la suivante : 

« Le roi d'Égypte était très triste qu'un fils ne lui soit pas encore né. Le roi prie les dieux, et cette nuit-là, sa femme conçoit un enfant. Lorsque le fils du roi naît, les sept Hathors (déesses qui prononcent le sort de chaque enfant à la naissance) prédisent qu'il mourra soit par un crocodile, un serpent ou un chien. Son père, craignant pour la sécurité de son fils, lui construit un palais isolé dans les montagnes, afin de le tenir à l'écart du danger.
Un jour, le prince voit de son palais un homme avec un chien. Il demande à son père un chien. Le roi donne prudemment un chien au prince, ne souhaitant pas que son fils soit malheureux. Quand le prince grandit, il décide d'affronter son destin et part à l'étranger, au Mittani. Il y rencontre un groupe de jeunes hommes qui se disputent le cœur de la fille du roi. Le prince réussit à gagner le cœur de la princesse en sautant (peut-être en volant) à la fenêtre de la pièce où elle est enfermée. Le prince ne dit pas au roi la vérité sur lui-même, mais dit qu'il est le fils d'un charron, et explique qu'il a dû quitter la maison à cause de sa nouvelle marâtre. Finalement, le roi accepte de laisser le prince déguisé épouser sa fille, après avoir vu les mérites du jeune homme.
Après avoir épousé la princesse, il lui parle de ses trois malheurs et de son statut de prince. Elle le presse de tuer le chien, mais le prince ne peut supporter de tuer le chien qu'il a élevé depuis qu'il était un chiot. Sa femme veille sur lui consciencieusement et empêche un serpent de mordre le prince dans son sommeil. Ainsi, l'un des destins du prince est vaincu. Quelque temps après, le prince se promène avec son chien. Le chien se met à parler (il est possible que le chien morde le prince) et dit au prince qu'il est destiné à être tué par le chien. Fuyant le chien, il court vers un lac où il est saisi par un crocodile qui, au lieu de le tuer, lui demande son aide pour combattre un démon (ou un esprit de l'eau). »

C'est là que le conte s'interrompt.

## Signification
Cette histoire est un exemple de conte populaire égyptien. Elle montre l'existence de traditions écrites et orales dans la culture égyptienne antique.
L'histoire souligne également l'importance du concept de destin dans la société égyptienne : l'idée de destin personnel, de destinée ou de fatalité jouait sûrement un rôle essentiel dans la vie des gens.
Le conte met également en évidence la perception de la bravoure et de l'héroïsme : le prince accomplit un exploit d'un héroïsme audacieux pour sauver et épouser la princesse. En outre, on peut voir dans cette histoire quelque chose de la relation entre le mari et la femme : le mari est honnête avec sa femme, et la femme protège son mari.
Un autre point important est le fait que le prince quitte l'Égypte et part à l'étranger pour chercher fortune. L'histoire détaille les aspects de la vie du prince une fois qu'il a quitté sa patrie.

### Motifs
Certains de ses motifs réapparaissent dans des contes de fées européens ultérieurs :
- La naissance d'un enfant est longtemps retardée (cf. La Belle au bois dormant).
- La mort est annoncée à la naissance (cf. La Belle au bois dormant, Le jeune condamné à être pendu[2], Les enfants des deux rois[3])
- La tentative de prévenir le malheur par des mesures d'isolement du milieu naturel (cf. La Belle au bois dormant).
- Trois est le nombre des dangers/tâches qui attendent le protagoniste.
- Mort de la mère, remplacée par une marâtre qui déteste le(s) protagoniste(s) (cf. Blanche-Neige, Hansel et Gretel, Cendrillon)
- Quitter son foyer pour chercher son destin ou sa fortune.
- Cacher sa véritable identité (cf. Blanche-Neige, Le Petit Chaperon rouge[4], Peau d'Âne, Jean de Fer).
- Libérer une princesse enfermée dans une haute tour (cf. Raiponce[5]).
- Concurrence avec des rivaux et des prétendants potentiels de la princesse dans un défi de fiançailles, à savoir sauter très haut pour atteindre le sommet d'une tour (cf. La princesse sur la colline de verre[6],[7])
- Animaux parlants (cf. La Princesse et la Grenouille).
- Une personne/un animal qui pose des conditions (souvent désagréables) pour aider le protagoniste (cf. La Princesse et la Grenouille).
- Tromper la mort, la capacité de surmonter le malheur.

### Déesses du destin
Les sept Hathors qui apparaissent à la naissance du prince pour décréter son destin peuvent sembler analogues aux Parques de la mythologie gréco-romaine,, ou aux Nornes de la mythologie nordique.

### Inévitabilité du destin
Comme le conte se termine sur une note ambiguë, certaines versions et traductions de l'histoire se concluent par la mort du prince, comme pour rester dans l'idée de l'inévitabilité du destin ou de la futilité d'essayer d'y échapper,. Sous cet angle, le conte est un exemple du conte indien Le roi qui serait plus fort que le destin : le roi tente de se débarrasser de son futur gendre prédestiné, mais ses actions ne servent qu'à garantir que ce destin se réalisera.